# Dubiaranea distracta
Dubiaranea distracta is een spinnensoort uit de familie hangmatspinnen (Linyphiidae). De soort komt voor in Colombia.